# 黑岩淚香
黒岩涙香（日语：／ Kuroiwa Ruikō，1862年11月20日—1920年10月6日）是日本明治时代的思想家、作家、翻译家、推理小说家、记者。

## 生平
出生于日本土佐国的安艺郡 (高知县)。兄长是农业专家黑岩四方之进。本名黒岩周六，笔名是香骨居士、涙香小史。号古概、民鉄、黑岩大。法号是黑岩院周六涙香忠天居士。他是《万朝报》的创办者。